# William Tecumseh Fitch
William Tecumseh Fitch III (Boston, 1963) é um biólogo e cientista da cognição estadunidense, professor da Universidade de Viena, onde é co-fundador do Departamento de Biologia Cognitiva. Ele estuda a biologia e a evolução da cognição e comunicação em humanos e outros animais e, em particular, a evolução da fala, linguagem e música. Seu trabalho concentra-se em abordagens comparativas, como preconizado por Charles Darwin.
A pesquisa mais reconhecida de Fitch diz respeito à capacidade de fala dos macacos. Ele fez com que um macaco chamado Emiliano emitisse vários sons enquanto estava sujeito à gravação de vídeo em raio-X para estabelecer um modelo das partes de seu corpo que realizaram sons. Este trabalhou determinou quais vogais Emiliano poderia e não poderia produzir.

## Obras
- Fitch, W. T. (2010) The Evolution of Language. Cambridge: Cambridge University Press.
- Fitch, W. T. (1997). "Vocal tract length and formant frequency dispersion correlate with body size in rhesus macaques," Journal of the Acoustical Society of America 102: 1213-1222.
- Fitch, W. T. (2000). "The evolution of speech: a comparative review," Trends Cog. Sci. 4, 258-267.
- Fitch, W.T. and D. Réby (2001), "The descended larynx is not uniquely human". Proceedings of the Royal Society, B, 268(1477): 1669-1675.
- Hauser, M. D., Chomsky, N. & Fitch, W. T. (2002). "The Language Faculty: What is it, who has it, and how did it evolve?" Science 298: 1569-1579.
- Fitch, W. T., & Hauser, M. D. (2004). "Computational constraints on syntactic processing in a nonhuman primate". Science 303: 377-380.
- Fitch, W. T. (2005). "The evolution of language: A comparative review," Biology and Philosophy 20: 193–230.
- Fitch, W. T. (2006). "The biology and evolution of music: A comparative perspective," Cognition 100: 173-215.